# ERSA
La ERSA GmbH è un'azienda tedesca di apparecchi elettrici per brasatura.

## Storia
Fondata da Ernst Sachs come „Erste Spezialfabrik für elektrische Lötkolben" a Berlino nel 1921. Le prime due lettere di nome e cognome crearono ERSA. Con il prototipo H-1 brevettato in Germania (brevetto dell'8 luglio 1921) ci fu l'inizio della storia di ERSA; il prodotto fu esposto alla fiera di Lipsia. Lo ERSA H-1 fu il primo saldatore elettrico in ferro per produzione di grande serie al mondo. Ernst Sachs ricostruì l'azienda dal nulla una seconda volta dopo la seconda guerra mondiale.
Dal 1953 il figlio lo aiutò nella conduzione dell'azienda, Ernst Sachs Jr.